# Aphrodite (album)
Aphrodite is het 11e studioalbum van de Australische zangeres Kylie Minogue. Het is haar eerste album sinds X uit 2007. Het album lag vanaf 30 juni 2010 in Japan in de winkels, op 2 juli 2010 in Nederland en de rest van de wereld volgde daarna. Er kwamen vier versies uit: een enkele compact disc; een dubbel-cd; de Japanse persing en een elpee.

## Achtergrondinformatie
Kylies label Parlophone had een filmpje op YouTube gezet met de cover van het album en een preview van de lead-single All the Lovers die op 30 juni zou uitkomen. Uiteindelijk is de release vervroegd naar 13 juni.
All the Lovers was een van de laatste nummers die opgenomen werd voor het album, en werd direct gekozen als lead-single. Kylie vertelde: "As I was recording it, I knew that All the Lovers had to be the first single; it sums up the euphoria of the album perfectly. It gives me goose-bumps, so I'm really excited to hear what everyone thinks of it."

## Notities
- Er verscheen een megamix vele weken voordat het album uitgebracht zou worden. Er kwamen vele nummers van het album in voor.
- Vlak na de megamix was het nummer Get Outta My Way uitgelekt op internet.
- Het gehele album was uitgelekt op donderdag 24 juni 2010, met uitzondering van de nummers Mighty Rivers en Heartstrings.

## Singles
- All the Lovers werd gekozen als de eerste single van het album. Het was een van de laatste nummers die opgenomen werd voor het album. Kylie voelde dat dit de eerste single moest worden. Het geeft een aangename kennismaking met het album. Het nummer ging in première bij Radio BBC op 14 mei 2010, daarna volgde een YouTube-filmpje van haar label Parlophone met het nummer. De video kwam uit op 1 juni. Op 13 juni is de single uitgebracht. De hoogste notering die het nummer behaalde, was nummer tien in de Vlaamse Ultratop 50, en nummer 61 in de Nederlandse Single Top 100.
- Op 27 september 2010 werd Get Outta My Way als tweede single uitgebracht.
- Better than Today was de derde, op 3 december 2010.
- Ten slotte Put Your Hands Up (If You Feel Love) op 29 mei 2011.

## Tracklist
| Nr. | Titel                                | Duur  |
| --- | ------------------------------------ | ----- |
| 1.  | All the Lovers                       | 03:22 |
| 2.  | Get Outta My Way                     | 03:20 |
| 3.  | Put Your Hands Up (If You Feel Love) | 03:37 |
| 4.  | Closer                               | 03:09 |
| 5.  | Everything Is Beautiful              | 03:26 |
| 6.  | Aphrodite                            | 03:46 |
| 7.  | Illusion                             | 03:22 |
| 8.  | Better than Today                    | 03:26 |
| 9.  | Too Much                             | 03:16 |
| 10. | Cupid Boy                            | 04:27 |
| 11. | Looking for an Angel                 | 03:50 |
| 12. | Can't Beat the Feeling               | 04:11 |

## Hitnoteringen

### Album Top 100
| Aphrodite in de Nederlandse Album Top 100 - Binnen: 10-07-2010 | Aphrodite in de Nederlandse Album Top 100 - Binnen: 10-07-2010 | Aphrodite in de Nederlandse Album Top 100 - Binnen: 10-07-2010 | Aphrodite in de Nederlandse Album Top 100 - Binnen: 10-07-2010 | Aphrodite in de Nederlandse Album Top 100 - Binnen: 10-07-2010 | Aphrodite in de Nederlandse Album Top 100 - Binnen: 10-07-2010 | Aphrodite in de Nederlandse Album Top 100 - Binnen: 10-07-2010 | Aphrodite in de Nederlandse Album Top 100 - Binnen: 10-07-2010 | Aphrodite in de Nederlandse Album Top 100 - Binnen: 10-07-2010 |
| Week                                                           | 1                                                              | 2                                                              | 3                                                              | 4                                                              | 5                                                              | 6                                                              | 7                                                              |                                                                |
| -------------------------------------------------------------- | -------------------------------------------------------------- | -------------------------------------------------------------- | -------------------------------------------------------------- | -------------------------------------------------------------- | -------------------------------------------------------------- | -------------------------------------------------------------- | -------------------------------------------------------------- | -------------------------------------------------------------- |
| Nummer                                                         | 4                                                              | 19                                                             | 35                                                             | 49                                                             | 65                                                             | 94                                                             | 96                                                             | uit                                                            |

### Ultratop 100
| Aphrodite in de Vlaamse Ultratop 100 - Binnen: 10-07-2010 | Aphrodite in de Vlaamse Ultratop 100 - Binnen: 10-07-2010 | Aphrodite in de Vlaamse Ultratop 100 - Binnen: 10-07-2010 | Aphrodite in de Vlaamse Ultratop 100 - Binnen: 10-07-2010 | Aphrodite in de Vlaamse Ultratop 100 - Binnen: 10-07-2010 | Aphrodite in de Vlaamse Ultratop 100 - Binnen: 10-07-2010 | Aphrodite in de Vlaamse Ultratop 100 - Binnen: 10-07-2010 | Aphrodite in de Vlaamse Ultratop 100 - Binnen: 10-07-2010 | Aphrodite in de Vlaamse Ultratop 100 - Binnen: 10-07-2010 |
| Week                                                      | 1                                                         | 2                                                         | 3                                                         | 4                                                         | 5                                                         | 6                                                         | 7                                                         | 8                                                         |
| --------------------------------------------------------- | --------------------------------------------------------- | --------------------------------------------------------- | --------------------------------------------------------- | --------------------------------------------------------- | --------------------------------------------------------- | --------------------------------------------------------- | --------------------------------------------------------- | --------------------------------------------------------- |
| Nummer                                                    | 6                                                         | 4                                                         | 14                                                        | 19                                                        | 29                                                        | 37                                                        | 33                                                        | 56                                                        |